# 曼哈西特 (紐約州)
曼哈西特（英語：Manhasset）是位於美國紐約州拿騷縣的普查規定居民點。

## 人口
根據2020年美國人口普查的數據，曼哈西特的面積為6.27平方千米，當中陸地面積為6.18平方千米，而水域面積為0.09平方千米。當地共有人口8176人，而人口密度為每平方千米1,303.99人。